# Hemerobius adelgivorus
Hemerobius adelgivorus är en insektsart som beskrevs av Douglas E. Kimmins 1961. Hemerobius adelgivorus ingår i släktet Hemerobius och familjen florsländor. Inga underarter finns listade i Catalogue of Life.